# Feng Xiaoting
Feng Xiaoting (Dalian, 22 de outubro de 1985) é um futebolista chinês que atua como zagueiro. Atualmente, joga pelo Guangzhou Evergrande.

## Carreira
Feng Xiaoting representou a Seleção Chinesa de Futebol nas Olimpíadas de 2008, quando atuou em casa.

## Títulos
Dalian Shide
- Super Liga Chinesa: 2005
- Copa da China: 2005

Guangzhou Evergrande
- Super Liga Chinesa: 2011, 2012, 2013, 2014, 2015, 2016
- Liga dos Campeões da AFC: 2013, 2015
- Copa da China: 2012, 2016
- Supercopa da China: 2012, 2016

### Seleção Chinesa
- Copa do Leste Asiático: 2005, 2010

### Individuais
- Seleção da Super Liga Chinesa: 2015, 2016, 2017, 2018
- Seleção da Liga dos Campeões da AFC: 2017